# Don’t Smile at Me Tour
Don’t Smile at Me Tour — первый концертный тур американской певицы и автора песен Билли Айлиш. Он был запущен в поддержку её дебютного мини-альбома Don’t Smile at Me (2017) и состоял из концертов в Северной Америке. Тур был анонсирован в июле 2017 года. Концертная программа состоит из всех песен с Don’t Smile at Me. Тур был положительно встречен критиками.

## Список треков
Этот список был объявлен на концерте в Филадельфии, штат Пенсильвания, 20 октября 2017 года. Он не является репрезентативным для всех концертов на протяжении всего тура.
1. «Copycat»
2. «Idontwannabeyouanymore»
3. «Watch»
4. «Six Feet Under»
5. «Hotline Bling»
6. «Party Favor»
7. «I’m in Love Without You»
8. «Listen»
9. «Ocean Eyes»
10. «I Wish You Were Gay»
11. «Bellyache»

## Концерты
| Дата (2017) | Город         | Страна | Место проведения       |
| ----------- | ------------- | ------ | ---------------------- |
| 4 октября   | Санта-Ана     | США    | Constellation Room     |
| 5 октября   | Лос-Анджелес  | США    | The Echo               |
| 7 октября   | Сан-Франциско | США    | Rickshaw Stop          |
| 9 октября   | Портленд      | США    | Holocene               |
| 10 октября  | Сиэтл         | США    | The Crocodile Back Bar |
| 12 октября  | Чикаго        | США    | Schubas Tavern         |
| 14 октября  | Торонто       | Канада | Drake Hotel            |
| 16 октября  | Бруклин       | США    | Baby’s All Right       |
| 19 октября  | Кембридж      | США    | Sonia                  |
| 20 октября  | Филадельфия   | США    | World Café Live        |
| 21 октября  | Вашингтон     | США    | Rock & Roll Hotel      |